# Porphyrinia leonata
Porphyrinia leonata là một loài bướm đêm trong họ Noctuidae.